# Tomojuki Jamašita
Tomojuki Jamašita (japonsky: 山下 奉文, Jamašita Tomojuki; 8. listopadu 1885 – 23. února 1946) byl japonský generál, který se proslavil především za druhé světové války.

## Život
Narodil se 8. listopadu 1885 ve vesnici Osugi (dnes město Ótojo) na ostrově Šikoku. Jeho otec, vesnický lékař, ho původně chtěl nechat studovat medicínu, ale nakonec se rozhodl poslat ho na vojenskou akademii v Hirošimě. Zde studoval v letech 1900 až 1908 a ukončil ji s vyznamenáním. Poté byl přidělen k 11. pěchotnímu pluku. V roce 1916 absolvoval štábní akademii s hodností kapitán.
V letech 1919 až 1921 byl v hodnosti podplukovník vojenským přidělencem ve Švýcarsku a ve Vídni. Po návratu do Japonska sloužil ve vrchním velení japonské armády. V letech 1926 až 1929 sloužil opět jako vojenský přidělenec ve Vídni v hodnosti generálmajor. Po návratu z Evropy se stal velitelem 3. gardového pluku v Tokiu. Roku 1938 byl, již v hodnosti generálporučíka, převelen do Číny, kde se ujal velení 4. divize.
První polovinu roku 1941 byl vedoucím vojenské mise ve Třetí říši. Zde se setkal s Hitlerem a Mussolinim. 6. listopadu byl Jamašita jmenován velitelem 25. armády, se kterou provedl 8. prosince invazi do Malajsie a Thajska. 15. února 1942 se mu podařilo dobýt Singapur. Tato vítězství mu vynesla přezdívku Malajský tygr. 17. července se ujal velení 1. pozemní armády v Mandžusku (oblast dnešní severovýchodní Číny).
10. října roku 1944 získal velení 14. oblastní armády, se kterou měl za úkol udržet Filipíny. Deset dnů po jeho příjezdu se vylodily americké síly, které nebyl schopen zastavit. Proto ustoupil do hor a vedl vyčerpávající přepadové a zdržovací akce, kterými na sebe vázal početné nepřátelské síly až do konce války (viz boj o Filipíny (1944–1945)).
Američané jej po skončení bojů zatkli, obvinili z odpovědnosti za válečné zločiny spáchané japonskou armádou v Manile po vylodění spojenců, odsoudili jej a 23. února 1946 v Manile oběsili. Rozsudek smrti podepsal americký generál Douglas MacArthur.
Legitimita tohoto rozsudku je velice sporná, velká část historiků, vojáků i právníků[kdo?] jej hodnotí jako akt svévolné msty vykonaný na poraženém nepříteli. Válečné zločiny, za které byl Jamašita odsouzen, totiž nikdy nenařídil ani neschválil.
Po generálovi se také nazývá zlato, které Japonsko uloupilo za války.

## Vyznamenání
- Řád vycházejícího slunce I. třídy – 29. dubna 1940
- Řád zlatého luňáka III. třídy – 14. září 1942[3]
- Řád rumunské koruny III. třídy – Rumunsko